# Emmanuel Glacier
Emmanuel Glacier är en glaciär i Antarktis. Den ligger i Östantarktis. Nya Zeeland gör anspråk på området. Emmanuel Glacier ligger 912 meter över havet.
Terrängen runt Emmanuel Glacier är varierad. Trakten är obefolkad. Det finns inga samhällen i närheten. 